# علي رضا فیروزجا
علی رضا فیروزجا (18 يونيو 2003 -)، هو نابغة شطرنج إيراني. فاز بالبطولة الإيرانية للشطرنج وهو بعمر 12 سنة، وحصل على لقب الأستاذ الدولي في سن الرابعة عشر. وهو ثاني أصغر لاعب على الإطلاق يحقق تصنيف 2700 (بعد وي يي)، وأنجز ذلك بعمر 16 عاما و1 شهرا وهو أيضا اصغر لاعب في التاريخ يصل إلى تصنيف 2800 وذلك بعمر 18 عام و5 أشهر و13 يوم متفوقا على ماغنوس كارلسن اللذي حقق هذا الإنجاز بعمر 18 و11 شهر و2 يوم.
ابتداء من نوفمبر 2019؛ أصبح فیروزجا اللاعب رقم 1 في إيران واللاعب رقم واحد في العالم تحت سن 16 بتصنيف من الاتحاد الدولي للشطرنج يبلغ 2723. في ديسمبر 2019 أعلن فيروزجا أنه لن يلعب تحت العلم الإيراني بعد الآن، بعد أن سحبت الاتحادية الإيرانية لاعبيها من بطولة العالم للشطرنج السريع والخاطف 2019 لتجنب مواجهتهم للاعبين الإسرائيليين.

## نشأته
ولد فيروزجا في 18 يونيو 2003 في بابل مازندران. وبدا يلعب الشطرنج وعمره ثماني سنوات. واعتبارا من 2019 غادر فيروزجا ووالده إيران وهما الآن يعيشان في فرنسا.

## روابط خارجية
- علي رضا فیروزجا على موقع الاتحاد الدولي للشطرنج (الإنجليزية)
- علي رضا فیروزجا على موقع مباريات الشطرنج (الإنجليزية)
- علي رضا فیروزجا على موقع 365Chess.com (الإنجليزية)
- علي رضا فیروزجا على موقع Chesstempo.com (الإنجليزية)